# Килски споразум
Килски споразум представља споразум закључен 14. јануара 1814. године између Шведске и Данске-Норвешке. Краљ Данске је изгубио у Наполеонским ратовима, па је морао да преда Норвешку Шведској. Заузврат је добио шведске делове Помераније.

## Споразум није спроведен
Међутим Килски споразум никад није спроведен. Померанија је постала део Пруске, а Норвешка је прогласила независност, усвојила устав и изабрала Кристијана Фредерика за краља. Након кратког рата Норвешке и Шведске, Норвешка је ушла у персоналну унију са Шведском по одредбама конвенције из Моса. Килски споразум је Гренланд, Исланд и Фарска острва давао Данској.

## Персонална унија Шведске и Норвешке
Када је Кристијан Фредерик чуо за Килски споразум, основао је покрет за независност Норвешке, са вероватним циљем да се поново уједини са Данском. Покрет независности је био доста успешан због јаке жеље за независношћу у Норвешкој, али и и због данске подршке покрету. Скупштина Норвешке се састала 10. априла са циљем да се донесе устав. Норвешка је прогласила независност 17. маја 1814. године. Кристијан Фредерик је постао краљ. После кратког рата са Шведском и норвешког пораза, збачен је Кристијан Фредерик, а краљ Норвешке је постао Карл XIII, који је био и краљ Шведске. Створена је унија Шведске и Норвешке, која је трајала до 1905. године.